# 田字注意力測驗
田字注意力測驗和d2注意力測驗都是有關注意力的測驗。田字注意力測驗是由d2注意力測驗概念而發展出來、且最符合其原始精神的中文版注意力測驗。

## d2注意力检测
d2注意力測驗 (英語：d2 Test of Attention)，是一種包括選擇性、持續性注意力以及視覺掃描速度的神經心理學測量方法。這是一種紙筆測驗，如果參與者看到字母 d 的上方或下方有合計起來有兩個標記(兩條小直線或兩個點)，則要將此字母 d 用刪除線劃掉 (劃掉的意思是選出來)。字母 d 附近的的干擾物看起來都很像字母 d，例如，字母 p 的上方或下方合計起來有兩個點，或字母 d 的上下方合計起來有三個點。最初，德國學者 Brickenkamp (1981) 以德文創造此測驗，這是一種消除任務 (cancellation task)，意即把所注意到的字母，用劃掉（消除）的方式選出來。

## 田字注意力測驗
2017年，臺灣學者林秀怡與賴世烱，為了研發適合臺灣兒童使用的中文化注意力測驗，根據德國學者 Brickenkamp & Zillmer (1998) 專書中之 d2 Test of Attention，依其原則發展中文版之注意力測驗，取名為田字注意力測驗。原始d2注意力測驗 的特色之一，是以常用文字加上變化來呈現視覺刺激物的形式，故在英文字母 d 和 p 的上方或下方，分別加上小直線或一個點，學者分析其採取的原則是將字母旋轉，並以突出的直線來增加干擾的程度，依此原則衡量並選取適用之中文文字，此創意即是認為當以“田”字可具備此原理原則之類型變化，也就是以田字為主，增加上下左右的直線變化，可變為“田甲由申里用冉”等相似文字，因此採用「田」字來設計本中文化之注意力測驗的視覺刺激物。

### 脚注
1. ↑  Rhonda M. Ross. . Argosy University. 2005  [2020-09-06]. （原始内容存档于2014-06-28）.
2. ↑  Margaret Semrud-Clikeman; Phyllis Anne Teeter Ellison. . Springer. 15 June 2009: 111  [2020-09-06]. ISBN 978-0-387-88963-4. （原始内容存档于2014-06-28）.
3. ↑  Michel Leclercq; Peter Zimmermann. . Psychology Press. 4 April 2002: 193  [2020-09-06]. ISBN 978-1-135-43178-5. （原始内容存档于2014-06-28）.
4. ↑  Otfried Spreen. . Oxford University Press. 19 February 1998: 240  [2020-09-06]. ISBN 978-0-19-510019-8. （原始内容存档于2014-06-28）.
5. ↑  .   [2020-08-10]. （原始内容存档于2018-12-31）.

### 延伸閱讀與應用
- Flanagan, Dawn P.; Harrison, Patti L. (编).  Third. New York (NY): Guilford Press. 2012  [2020-09-08]. ISBN 978-1-60918-995-2. （原始内容存档于2020-08-08）. 简明摘要 (29 March 2014).
- Miller, Daniel C.  2nd. John Wiley & Sons. 3 January 2013  [9 June 2014]. ISBN 978-1-118-17584-2. （原始内容存档于2017-02-17）.
- 莊佩璇與賴世烱 (2019)。遊戲式身體活動對靜態平衡能力與注意力之影響─一對具妥瑞症狀之泛自閉症雙胞胎國中生個案研究。特殊教育研究學刊。第44卷，第2期，57-81。
- 張凌瑋 (2019)。競技疊杯運動教學方案對國小ADHD學生注意力影響之研究。未出版之碩士論文。台北市：國立臺灣師範大學特殊教育學系。
- 張凌瑋、佘永吉（2021）。競技疊杯運動教學方案對國小注意力不足過動症學生注意力影響之研究。身心障礙研究季刊，19(1&2)，25-44。 （页面存档备份，存于）
- 吳亭燕 (2020)。以中等以上運動強度之大肌肉活動探討普通班一般幼兒與自閉症幼兒注意力與肥胖問題改善之成效。未出版之碩士論文。台北市：國立臺灣師範大學特殊教育學系。